# Willem Van de Voorde

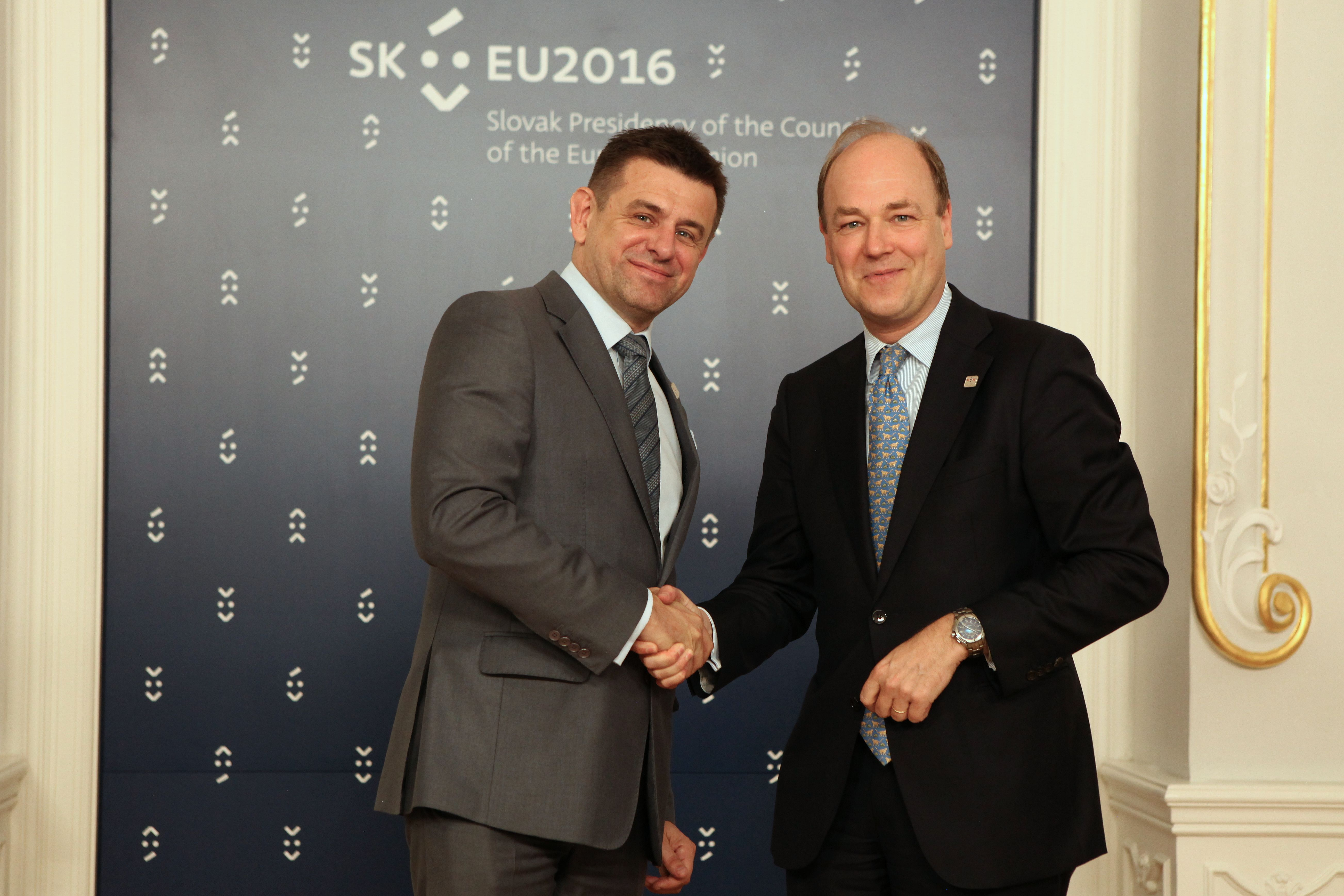
Willem Van de Voorde (rechts), 2016

Baron Willem Albert Gerard Van de Voorde (* 21. Juli 1964) ist ein belgischer Diplomat.

## Leben
Er studierte Philosophie an der University Faculties St Aloysius, wo er 1984 einen Bachelor erwarb. 1987 bis 1988 studierte er Rechtswissenschaften an der Katholischen Universität Löwen und an der London School of Economics. Er schloss als Master of Laws ab. 1990 erwarb einen Master in Politikwissenschaften an der Freien Universität Brüssel.
Im Jahr 1989 trat Van de Voorde in den Dienst des belgischen Außenministeriums. Er wurde 1991 Attaché in der belgischen Vertretung bei der Europäischen Union in Brüssel. Es folgte von 1994 bis 2000 ein Einsatz als Sekretär bei der Königin Paola von Belgien. Anschließend wurde er zunächst von 2000 bis 2004 Gesandter an der belgischen Botschaft Deutschland in Berlin, dann von 2004 bis 2008 in Japan in Tokyo. In Tokyo studierte er 2007 Management of Change an der GLOBIS Management School.
Er kehrte daraufhin zurück ins Außenministerium und arbeitete mit der Zuständigkeit für europäische Fragen als stellvertretender Leiter des Kabinetts des Vize-Premierministers und Außenministers Steven Vanackere von 2008 bis 2011 und anschließend von 2011 bis 2014 Didier Reynders.
Im Jahr 2014 wurde er belgischer Botschafter in Österreich in Wien. Zugleich war er auch für Bosnien-Herzegowina und ab 2015 auch für Slowenien und die Slowakei akkreditiert. Außerdem war er ständiger Vertreter Belgiens bei UN-Organisationen in Wien. Im September 2018 wechselte er als Botschafter nach Deutschland in Berlin, wo er am 20. September 2018 akkreditiert wurde. Seit Januar 2020 ist er ständiger Vertreter Belgiens bei der Europäischen Union in Brüssel.
Er spricht neben Niederländisch auch Deutsch, Englisch, Französisch und mit Grundkenntnissen Japanisch.